# Serena Grandi
Serena Grandi (Bolonha, Itália, 23 de Março de 1958), é uma atriz italiana, famosa por ter sido um sex symbol do cinema nos anos oitenta e noventa do século XX.

## Filmografia parcial
- 1978 - Ring, de Luigi Petrini
- 1980 - Antropophagus, de Joe D'Amato
- 1980 - La compagna di viaggio, de Ferdinando Baldi
- 1980 - Tranquille donne di campagna, de Claudio Giorgi
- 1981 - Teste di quoio, de Giorgio Capitani
- 1982 - Pierino colpisce ancora, de Marino Girolami
- 1982 - Pierino la Peste alla riscossa, de Umberto Lenzi
- 1982 - Malamore, de Eriprando Visconti
- 1982 - Sturmtruppen 2 - Tutti al fronte, de Salvatore Samperi
- 1983 - Tu mi turbi, de Roberto Benigni
- 1983 - Acapulco, prima spiaggia... a sinistra, de Sergio Martino
- 1985 - Miranda, de Tinto Brass
- 1985 - Le avventure dell'incredibile Ercole, de Luigi Cozzi
- 1985 - La signora della notte, de Piero Schivazappa
- 1985 - Desiderando Giulia, de Andrea Barzini
- 1985 - Sogni e bisogni",de Sergio Citti
- 1987 - Zanzibar TV
- 1987 - Abbronzatissima, de Lorenzo Onorati
- 1987 - Teresa, de Dino Risi
- 1987 - Rimini Rimini, de Sergio Corbucci
- 1987 - L'iniziazione, de Gianfranco Mingozzi
- 1987 - Le foto di Gioia, de Lamberto Bava
- 1987 - Roba da ricchi, de Sergio Corbucci
- 1989 - L'insegnante di violoncello, de Lorenzo Onorati
- 1990 - In nome del popolo sovrano, de Luigi Magni
- 1990 - Donna d'onore (TV), de Stefano Reali
- 1991 - Per odio per amore, de Nelo Risi
- 1991 - Vendetta: Secrets of a Mafia Bride, de Stuart Margolin
- 1992 - Donne sottotetto, de Roberto Giannarelli
- 1992 - Saint Tropez - Saint Tropez, de Castellano e Pipolo
- 1993 - Graffiante desiderio, de Sergio Martino
- 1994 - Delitto passionale, de Flavio Mogherini
- 1995 - Il prezzo della vita (TV)
- 1995 - La strana storia di Olga O., de Antonio Bonifacio
- 1997 - Ladri si nasce  (TV), de Pier Francesco Pingitore
- 1997 - Gli inaffidabili , de Jerry Calà
- 1998 - Monella, de Tinto Brass
- 1998 - Anni '50 (TV)
- 1998 - Radiofreccia, de Luciano Ligabue
- 1998 - Le ragazze di Piazza di Spagna (TV)
- 1998 - Le avventure di un giovane Don Giovanni
- 2008 - Il papà di Giovanna, de Pupi Avati
- 2008 - Una madre (TV), de Massimo Spano
- 2008 - Quo vadis, baby? (TV), de Guido Chiesa
- 2008 - Zoè, de Giuseppe Varlotta
- 2010 - Una sconfinata giovinezza, de Pupi Avati